# Pointe des Martinets
Pointe des Martinets är en bergstopp i Schweiz. Den ligger i distriktet Aigle och kantonen Vaud, i den sydvästra delen av landet, 90 km söder om huvudstaden Bern. Toppen på Pointe des Martinets är 2 653 meter över havet.